# Eddie Brennan
Edward "Eddie" Brennan, né le 2 octobre 1978 à Ballycallan dans le Comté de Kilkenny, est un joueur de hurling Irlandais. Il joue pour le club de Graigue-Ballycallan GAA et est sélectionné dans l’équipe du Comté de Kilkenny.

## Biographie
Né dans une paroisse qui est très fortement impliquée dans la pratique du hurling, Eddie Brennan va à l’école publique de Kilmanagh. Cette école est réputée pour avoir formée de nombreux hurlers comme Adrian Ronan, Denis Byrne et John Hoyne. Mais Brennan n’y développe pas de capacités spéciales pour ce sport. C’est au St. Kieran's College à Kilkenny qu’il va s’affirmer. Mais il doit attendre sa dernière année dans l’école pour montrer ce dont il est capable alors que ses coéquipiers sont déjà nombreux à avoir été sélectionnés dans les équipes de jeunes de Kilkenny GAA.
Après avoir passé son Leaving Certificate, Brennan entre à l’école de la Garda Síochána à Templemore. Il travaille actuellement à Portlaoise.
En décembre 2009,Eddie Brennan épouse Olivia Ryan de Portroe dans le Comté de Tipperary.

## Sa carrière sportive

### Avec Graigue-Ballycallan GAA
Eddie Brennan joue pour le club de son village natal Graigue-Ballycallan GAA. À la fin des années 1990, le club connait une période faste avec deux finales consécutives dans le championnat de Kilkenny, mais Brennan ne joue pas encore dans l’équipe première. Il en devient un titulaire régulier en attaque qu’en 2000. Il est dans l’équipe qui dispute sa troisième finale consécutive. Pour la première fois le club réussit à remporter le titre de champion du Comté de kilkenny après avoir battu en finale O'Loughlin Gaels GAA sur le score de 0-16 à 0-9. Cette victoire permet au club de représenter le comté dans le championnat du Leinster des clubs de hurling. Graigue-Ballycallan se hisse en finale pour y battre l’UCD GAA et s’emparer du titre de champion du Leinster. Il dispute dans la foulée le championnat d'Irlande des clubs de hurling et se qualifie pour la finale. Son adversaire est le Athenry GAA. La finale est très prolifique en points et se termine après des prolongations sur la défaite de Brennan et de ses coéquipiers sur le score de 3-24 à 2-19. qui ne reflète pas la domination de Ballycallan qui a mené tout le match avant de se faire dépasser par un but dans les derniers instants de la partie.

### Avec Kilkenny GAA
Au milieu des années 1990, Eddie Brennan devient membre des équipes de jeunes de Kilkenny GAA en intégrant l’équipe Junior. Dans cette catégorie, il remporte deux championnats du Leinster successifs, sans toutefois confirmer en championnat d’Irlande. Il passe ensuite dans l’équipe des moins de 21 ans avec laquelle, en plus du championnat du Leinster, il gagne enfin le championnat d’Irlande en 1999. Brennan fait ses grands débuts dans l’équipe Senior du Comté en 2000. Dès la première année le championnat du Leinster tombe dans son escarcelle. Deux matchs plus tard il se retrouve en finale du championnat d’Irlande face à Offaly GAA. Deux buts d’Henry Shefflin et un dans les arrêts de jeu de Brennan permettent à Kilkenny de triompher lors d’une des plus larges victoires de la décennie.
En 2001, Brennan ajoute un deuxième championnat du Leinster à son palmarès après une victoire de Kilkenny sur Wexford GAA en finale. Après ce résultat, les Cats sont les grands favoris de la finale du Championnat d'Irlande de hurling, mais ils perdent toute illusion en demi-finale où Galway GAA l’emporte à la surprise générale.
Kilkenny est de retour au plus haut niveau en 2002 avec la première victoire de Brennan en Ligue nationale de hurling. Kilkenny aligne ensuite les victoires pour conquérir le titre de champion du Leinster puis se hisser en finale du All-Ireland. Kilkenny avec des buts de Shefflin et de D. J. Carey l’emporte avec sept points d’avance sur Clare GAA. Brennan obtient ainsi un deuxième titre de champion d’Irlande. En 2003 Brennan gagne une deuxième ligue nationale de hurling puis un quatrième titre consécutif dans le championnat du Leinster. Kilkenny affronte ensuite Cork GAA en finale du championnat d’Irlande. Les hommes du Leinster mènent la majeure partie du match, mais jamais par plus de 4 points d’écart ? Il ne valident leur victoire qu’après un but tardif de Martin Comerford. Brennan outre une troisième victoire en All-Ireland, se voit honoré d’une première citation dans l’équipe All-Star de l’année.

## Palmarès

### Graigue-Ballycallan
- championnat d'Irlande des clubs de hurling:
  - Finaliste (1): 2001
- Leinster Senior Club Hurling Championship:
  - Vainqueur (1): 2000
- Kilkenny Senior Club Hurling Championship:
  - Vainqueur (2): 1998, 2000
  - Finaliste (2): 1999, 2001

### Kilkenny
- All-Ireland Senior Hurling Championship:
  - Vainqueur (7): 2000, 2002, 2003, 2006, 2007, 2008, 2009
  - Finaliste (2): 2004, 2010
- Leinster Senior Hurling Championship:
  - Vainqueur (10): 2000, 2001, 2002, 2003, 2005, 2006, 2007, 2008, 2009, 2010
- Ligue nationale de hurling:
  - Vainqueur (4): 2002, 2003, 2005, 2009
  - Finaliste (1): 2007
- Walsh Cup:
  - Vainqueur (4): 2005, 2006, 2007, 2009
- All-Ireland Under-21 Hurling Championship:
  - Vainqueur (1): 1999
- Leinster Under-21 Hurling Championship:
  - Vainqueur (1): 1999

### Personnel
- All-Star : 2003, 2006, 2007, 2008